# Dulce Neto
Dulce Manuel da Conceição Neto (Coimbra, 17 de março de 1961) é uma juíza conselheira portuguesa. Entre 2019 e 2024, foi presidente do Supremo Tribunal Administrativo (STA), tornando-se a primeira mulher a presidir a um tribunal superior em Portugal
.

## Percurso
Em 1984 concluiu a licenciatura em Direito na Faculdade de Direito da Universidade de Coimbra.
Em 1985, ingressou no Centro de Estudos Judiciários, tendo sido Juíza de Direito nos tribunais judiciais de Sátão, Estarreja e Aveiro.
Em finais de 1992, foi nomeada, em comissão permanente de serviço, juíza de Direito na jurisdição administrativa e fiscal, tendo exercido funções no Tribunal Administrativo de Círculo do Porto, no Tribunal Tributário de Primeira Instância do Porto e no Tribunal Tributário de Primeira Instância de Aveiro.
Em 2008, foi nomeada juíza desembargadora da Relação de Guimarães, tendo sido também antes sido, entre 2000 e 2009, juíza nos tribunais de segunda instância da jurisdição administrativa e fiscal.
Em setembro de 2009, tornou-se juíza conselheira do Supremo Tribunal Administrativo. Em maio de 2010 foi nomeada presidente do Tribunal Administrativo e Fiscal de Aveiro, cargo que exerceu em acumulação com as funções de juíza conselheira até 2012. Em Fevereiro do mesmo ano, foi eleita vice-presidente do Supremo Tribunal Administrativo, para um mandato de cinco anos, tendo exercido o cargo até 2017.
Em 2016 foi eleita vogal do Conselho Superior dos Tribunais Administrativos e Fiscais (CSTAF).
Em setembro de 2019 foi eleita, por consenso, presidente do Supremo Tribunal Administrativo (STA), tornando-se na primeira mulher a presidir a um tribunal superior em Portugal. Sucedeu a Vítor Manuel Gonçalves Gomes.
Faz parte da Comissão Executiva do Observatório das Taxas & Contribuições.
A 18 de outubro de 2024, foi agraciada com o grau de Grã-Cruz da Ordem Militar de Cristo.

## Obra

### Publicações
- Neto, Dulce; Esteves, Fernanda (2018). A jurisdição fiscal – questões de processo, organização e funcionamento dos tribunais tributários. JULGAR n.º 36, pp. 11-30.[8]